# Courçais
Courçais – miejscowość i gmina we Francji, w regionie Owernia-Rodan-Alpy, w departamencie Allier.

## Demografia
Według danych na rok 1990 gminę zamieszkiwało 311 osób, a gęstość zaludnienia wynosiła 12 osób/km². W styczniu 2015 r. Courçais zamieszkiwało 351 osób, przy gęstości zaludnienia wynoszącej 13,5 osób/km².